# Joanna Mansell
Pour les articles homonymes, voir Mansell.
 (août 2018).
Joanna Mansell est une romancière britannique. De 1986 à 1995, elle a écrit 23 romances sérielles contemporaines. Dans l'esprit du Thatchérisme de l'époque, son roman La captive du désert se démarque de la production sérielle traditionnelle en présentant une héroïne qui non seulement réussit professionnellement mais sauve le héros de la ruine. 

## Œuvre
- Au fil du Gange, Harlequin ((en) Miracle man, 1988)Publié dans la collection Horizon n°698
- Mon théâtre à Bilbao, Harlequin ((en) Black diamond, 1988)Publié dans la collection Horizon n°680
- La captive du désert, Harlequin ((en) Sleeping tiger, 1988)Publié dans la collection Azur n°865
- (en) Illusion of Paradise, 1988Inédit en France
- Alice à Rossmore Hall, Harlequin ((en) Lord and master, 1989)Publié dans la collection Horizon n°782
- A la poursuite d'Ange et Satan, Harlequin ((en) The night is dark, 1989)Publié dans la collection Horizon n°824
- Secrets sur le Nil, Harlequin ((en) The third kiss, 1989)Publié dans la collection Azur n°965
- L’inconnu à la berline noire, Harlequin ((en) Wild justice, 1989)Publié dans la collection Azur n°977
- L'inconnu de l'Orient-Express, Harlequin ((en) Night with a stranger, 1990)Publié dans la collection Horizon n°838
- Villa des Anges, Harlequin ((en) Devil in paradise, 1990)Publié dans la collection Horizon n°872
- Cathryn et l'aventurier, Harlequin ((en) A kiss by candlelight, 1991)Publié dans la collection Azur n°1123
- Baisers volés au Caire, Harlequin ((en) Egyptian nights, 1991)Publié dans la collection Azur n°1167
- Passion et déraison, Harlequin ((en) Haunted summer, 1991)Publié dans la collection Azur n°1191
- L'aventurier de Lima, Harlequin ((en) The seduction of Sara, 1992)Publié dans la collection Azur n°1223
- En tout bien tout honneur, Harlequin ((en) Land of dragons, 1992)Publié dans la collection Azur n°1263
- Mystère à Istambul, Harlequin ((en) Istambul affair, 1993)Publié dans la collection Azur n°1303
- Héritière malgré elle, Harlequin ((en) Past secrets, 1993)Publié dans la collection Azur n°1341
- Un mystérieux sortilège, Harlequin ((en) Secrets of the night, 1993)Publié dans la collection Azur n°1369
- Le peintre et l'ingénue, Harlequin ((en) Portrait of Cleo, 1994)Publié dans la collection Azur n°1407
- Les sortilèges d'Aphrodite, Harlequin ((en) The touch of Aphrodite, 1994)Publié dans la collection Azur n°1423
- Quatre ans de réflexion, Harlequin ((en) Forgotten fire, 1994)Publié dans la collection Azur n°1465
- Les noces vénitiennes, Harlequin ((en) A perfect seduction, 1994)Publié dans la collection Azur n°1516
- La fiancée scandaleuse, Harlequin ((en) Dark temptation, 1994)Publié dans la collection Azur n°1604

## Adaptations enmanga
- Natsuko Hamagushi, Dark temptation, Harlequin / SB Creative, 2020